# 층밀림 비율
물리학에서 층밀림 비율(shear rate) 또는 층밀림비 또는 전단율은 일부 재료에 점진적인 층밀림 변형(shear strain)이 적용되어 재료에 층밀림(shearing)이 발생하는 비율(rate)이다. 층밀림 비율은 거리에 따라 속도가 어떻게 변하는지를 측정한 값이다.

## 단순 층밀림
하나는 일정한 속도로 움직이고 다른 하나는 정지해 있는(쿠에트 흐름, Couette flow) 두 개의 평행판 사이를 흐르는 유체의 전단율은 다음과 같이 정의된다.
{\displaystyle {\dot {\gamma }}={\frac {v}{h}},}
여기서: 
- {\displaystyle {\dot {\gamma }}}는 역초 (inverse second, s−1) 단위로 측정된 전단율이다.
- v는 초당 미터 단위로 측정된 이동판의 속도이다.
- h는 두 개의 평행판 사이의 거리로 미터 단위로 측정된다.

또는:
{\displaystyle {\dot {\gamma }}_{ij}={\frac {\partial v_{i}}{\partial x_{j}}}+{\frac {\partial v_{j}}{\partial x_{i}}}.}

## 같이 보기
- 점성도
- 겉보기 점성도
- 자기 감수율
- 전기 감수율
- 연속체 역학
- 유변학 (rheology)
- 층밀림 탄성률(shear modulus)
- 층밀림(shearing, 전단)
- 변형력(stress, 응력)
- 층밀림 변형력(shear stress, 전단 응력)
- 층밀림 힘(shear force, 전단력)
- 층류(laminar flow)
- 난류 (역학)
- 빙엄 플라스틱